# Mediterrane orkaan

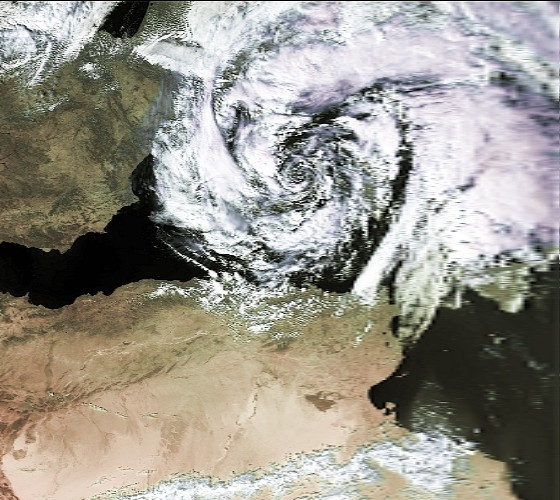
Satellietfoto van een :"Medicane" boven de Balearen. 7 Oktober 1996

Een Mediterrane orkaan of een medicane, soms ook medikaan genoemd, is een meteorologisch verschijnsel dat wordt waargenomen op de Middellandse Zee. De term medicane is een samenvoeging van de Engelse termen voor de Middellandse Zee (Mediterranean) en orkaan (hurricane).
Als de wind orkaankracht bereikt (boven windkracht 12) wordt gesproken van een medicane. Medicanes zijn vrij zeldzaam. De laatste orkanen boven de Middellandse Zee vonden in november 2014, september 2020 en  september 2023 plaats. Toen werden Malta en het oosten van Sicilië getroffen door medicane Qendresa en Ianos. Op Malta bereikte de wind in 2014 een snelheid van 154 km per uur.
In september 2023 vond er een medicane plaats in Libie, volgens Premier Osama Hamada liepen de doden op tot 2000 mensen na het breken van twee dammen. Later werd dit bijgesteld naar 10.000 doden.
Het orkaanseizoen boven de Middellandse Zee loopt van september tot en met januari.

## Ontstaan
Wanneer koude lucht vanuit het verre noorden over het warme zeewater stroomt ontstaan zware onweersbuien. Onder bepaalde omstandigheden kunnen deze onweersbuien samenklonteren, waardoor zich een orkaan kan vormen. Dit proces is hetzelfde als bij "gewone" orkanen, die jaarlijks de Filipijnen, de Verenigde Staten en andere landen in de subtropen treffen.